# Podanthe durmmondiia
Podanthe es un género monotípico de musgos hepáticas del orden Jungermanniales. Su única especie es: Podanthe durmmondiia.

## Taxonomía
Podanthe durmmondii fue descrita por (Mitt.) Gottsche	 y publicado en Abhandlungen aus dem Gebiete der Naturwissenschaften herausgegeben von dem Naturwissenschaftlichen Verein in Hamburg 7: 54. 1880.
Sinonimia
- Gymnanthe drummondii Mitt.